# ميتش أتكينز
ميتش أتكينز (بالإنجليزية: Mitch Atkins)‏ هو لاعب كرة قاعدة أمريكي، ولد في 1 أكتوبر 1985 في Browns Summit, North Carolina ‏ في الولايات المتحدة.

## وصلات خارجية
- ميتش أتكينز على موقع دوري كرة القاعدة الرئيسي (الإنجليزية)
- ميتش أتكينز على موقعبيزبول رفرنس.كوم (الدوري الرئيسي) (الإنجليزية)
- ميتش أتكينز على موقعبيزبول رفرنس.كوم (الدوري الثانوي) (الإنجليزية)
- ميتش أتكينز على موقع إي إس بي إن.كوم (أم.أل.بي) (الإنجليزية)
- ميتش أتكينز على موقع مشجعي الرسوم البيانية (الإنجليزية)